# Sickerströmung
Als Sickerströmung oder Sickerfluss bezeichnet man die Strömung eines oder mehrerer Fluide (Phasen) durch ein poröses Medium, das Durchwandern von Filtermedien.
Solche Medien sind z. B. der Erdboden, Sand o. ä., oder der Aquifer des Grundwassers. Beim Fluid kann es sich um Sickerwasser, aber auch um andere Flüssigkeiten handeln (Erdöle).
Charakteristisch für einen Sickerfluss ist, dass das Strömungsverhalten der beteiligten Fluide hauptsächlich durch den Druckgradienten und die Leitfähigkeit des Mediums bestimmt wird.  Die Effekte der Oberflächenspannung können optional als Kapillardruck berücksichtigt werden.
Die Gleichungen von Sickerflüssen lassen sich durch vereinfachende Annahmen aus den Navier-Stokes-Gleichungen herleiten. Bei den Navier-Stokes-Gleichungen werden Transport- und Strömungsverhalten von Fluiden modelliert, wohingegen die Oberflächenspannung nur am Rand des betrachteten Gebiets Einfluss erhält.
Theoretisch könnten Sickerflüsse mit dem Gesetz von Darcy beschrieben werden. Im Allgemeinen ist der Porenverlauf des Mediums (z. B. des Erdbodens) allerdings unbekannt. Außerdem berücksichtigt man bei Sickerflüssen Adsorptions- und Einlagerungseffekte in den Poren (Kapillaren) des Mediums. Zudem wäre eine komplette Berechnung des Strömungsverhaltens der Fluide in einem komplexen Aufbau eines porösen Mediums sehr aufwändig. Bei Sickerflüssen hingegen wird die Porenstruktur des Mediums z. B. durch Durchlässigkeits- und Affinitätskonstanten (Durchlässigkeitsbeiwert) beschrieben. Damit wird eine näherungsweise Beschreibung des Strömungsverhaltens ermöglicht.
Sickerflüsse können durch partielle Differentialgleichungen beschrieben werden. Das bekannteste Modell hierfür ist die Richards-Gleichung, die einen Sickerfluss einer Luft-Flüssigkeits-Mischung im porösen Medium beschreibt. Durch Kopplung mehrerer Richards-Gleichungen können weitere Phasen (d. h. Fluide) dem Sickerfluss-Modell hinzugefügt werden. Damit ist z. B. die Ausbreitung eines Öl-Wasser-Gemisches im Erdboden beschreibbar.
Eine Anwendung des Sickerfluss-Modells ist die Modellierung von Grundwasser, etwa die Ausbreitung von Kontaminationen im Erdboden mit einem Grundwassermodell. Insbesondere lassen sich durch geeignete Wahl der Randbedingungen der beschreibenden partiellen Differentialgleichungen Lösungen zur Beseitigung von derartigen Kontaminationen ermitteln.
Eine brauchbare Möglichkeit, eine Sickerströmung darzustellen und zu berechnen, ist das Strömungsnetz.